# Diocèse de Yopal
Le diocèse de Yopal (en latin : Dioecesis Yopalensis ; en espagnol : Diócesis de Yopal) est un diocèse de l'Église catholique en Colombie, suffragant de l'archidiocèse de Tunja.

## Territoire

Il comprend les municipalités d'Aguazul, Chameza, Monterrey, Nunchía, Pore, Recetor, Sabanalarga, Sácama, Támara, Villanueva et Yopal, et une partie des municipalités de Hato Corozal, Paz de Ariporo et Tauramena (dont l'autre partie est dans le vicariat apostolique de Trinidad) dans le département de Casanare et la municipalité de Pajarito et le district de Morcote de la commune de Paya du département de Boyacá ce qui représente un territoire de 17 725 km2 divisé en 40 paroisses.
Le siège épiscopal est dans la ville de Yopal où se trouve la cathédrale Saint-Joseph. Le sanctuaire de Paz de Ariporo est un lieu de pèlerinage auprès de la Vierge de Manare (es), vénérée sous les traits de Notre-Dame des Douleurs.

## Historique
Le diocèse de Yopal est érigé le 29 octobre 1999 par la constitution apostolique Sollertem curam du pape Jean-Paul II en prenant la majeure partie du territoire du vicariat apostolique de Casanare, qui est supprimé ce même jour, et une petite partie du territoire du diocèse de Duitama-Sogamoso.

## Évêques
- Olavio López Duque (de), O.A.R (29 octobre 1999 - 24 avril 2001) (administrateur apostolique)

- Misael Vacca Ramírez (de) (24 avril 2001 - 18 avril 2015), nommé évêque de Duitama-Sogamoso
  - Sede vacante (2015-2017)
- Edgar Aristizábal Quintero (es) (4 mai 2017 - 24 mai 2024), nommé évêque de Duitama-Sogamoso
  - Sede vacante (depuis 2024)